# Poloneses (Chopin)
Les Poloneses són un gènere musical que va ser molt conreat pel compositor polonès Frédéric Chopin, qui va escriure almenys vint-i-tres d'elles, les quals són de les poloneses més cèlebres i notables. Chopin en va escriure pràcticament durant tota la seva vida musical: la primera data de 1817 –quan tenia només set anys–, i la darrera, la coneguda Polonesa-fantasia, es va publicar el 1846, tres anys abans de la seva mort. Hi ha:
- 7 poloneses, la Polonesa-fantasia inclosa, van ser publicades durant la seva vida.
- 3 van ser publicades pòstumament amb número d'opus.
- 6 van ser publicades de manera pòstuma sense nombre d'opus.
- 7, com a mínim, s'han perdut.

Algunes de les poloneses més conegudes són la Polonesa Heroica, op. 53, en la bemoll major, i la Polonesa Militar, op. 40. La majoria de les poloneses de Chopin van ser compostes per a piano sol. Però també hi ha excepcions, com l'Andante spianato et Grande Polonaise brillante, op. 22, en mi bemoll major, que està compost per a piano i orquestra –tot i que també existeix una versió per a piano sol–, i la Introducció i polonesa brillant, op. 3, en do major, per a piano i violoncel.

## Llista de poloneses de Chopin
Totes són per a piano sol mentre no s'indiqui el contrari.
| Sèries number | Tonalitat  | Composta       | Publicada | Número d'opus  | Brown    | Kobylańska | Chominski | Dedicada                                                  | Notes |
| ------------- | ---------- | -------------- | --------- | -------------- | -------- | ---------- | --------- | --------------------------------------------------------- | --- |
| 11            | Sol menor  | 1817           | 1817      | -              | B. 1     | KK IIa/1   | S1/1      | Comtessa Wiktoria Skarbek                                 | Publicades pel pare de Chopin |
| -             | Do major   | 1829-30        | 1831      | Op. 3          | B. 41/52 |            |           |                                                           | Introducció i polonesa brillant per a cel·lo i piano |
| -             | Mi♭ major  | 1830-34        | 1836      | Op. 22         | B. 58/88 |            |           |                                                           | Andante spianato i gran polonesa brillant; originalment per a piano i orquestra; també existeix una versió per a piano sol                                                                |
| 1             | Do♯ menor  | 1834-35        | 1836      | Op. 26/1       | B. 90/1  |            |           | Joseph Dessauer                                           | |
| 2             | Mi♭ menor  | 1834-35        | 1836      | Op. 26/2       | B. 90/2  |            |           | Josef Dessauer                                            | |
| 3             | La major   | 1838 (octubre) | 1840      | Op. 40/1       | B. 120   |            |           | Julian Fontana                                            | Polonesa militar |
| 4             | Do menor   | 1838-39        | 1840      | Op. 40/2       | B. 121   |            |           |                                                           | |
| 5             | Fa♯ menor  | 1840-41        | 1841      | Op. 44         | B. 135   |            |           | Princesa Charles de Beauveau, nascuda de Komar            | Polonesa tràgica |
| 6             | La♭ major  | 1842           | 1843      | Op. 53         | B. 147   |            |           | Auguste Léo                                               | Polonesa heroica |
| 7             | La♭ major  | 1845-46        | 1846      | Op. 61         | B. 159   |            |           | Mme A. Veyret                                             | Polonesa-Fantasia |
| 8             | Re menor   | 1825           | 1855      | Op. post. 71/1 | B. 11    |            |           |                                                           | Algunes fonts situen el 1827 com a data de composició. |
| 9             | Si♭ major  | 1828           | 1855      | Op. post. 71/2 | B. 24    | -          | -         |                                                           | |
| 10            | Fa menor   | 1828           | 1855      | Op. post. 71/3 | B. 30    | -          | -         |                                                           | |
| 14            | Sol♯ menor | 1822           | 1864      | -              | B. 6     | KK IVa/3   | P1/3      | Mme. Du-Pont                                              | |
| 16            | Sol♭ major | 1829 (juliol)  | 1870      | -              | B. 36    | KK IVa/8   | P1/8      |                                                           | |
| 15            | Si♭ menor  | 1826-27        | 1879      | -              | B. 13    | KK IVa/5   | P1/5      | "al seu amic Guillaume Kolberg, en partir cap a Reinertz" | Polonesa de l'Adéu. Inclou una referència a la cavatina del tenor, "Vieni fra queste braccia" de La gazza ladra de Rossini                                                                |
| 13            | La♭ major  | 1821           | 1902      | -              | B. 5     | KK IVa/2   | P1/2      | Wojciech Żywny                                            | Algunes fonts posen en dubte que sigui una obra de Chopin |
| 12            | Si♭ major  | 1817           | 1947      | -              | B. 3     | KK IVa/1   | P1/1      |                                                           | |
| -             | ?          | "primerenca"   | -         |                |          | KK Vf      |           |                                                           | "Diverses poloneses", actualment desaparegudes |
| -             | ?          | 1818           | -         | -              | -        | -          | -         | -                                                         | 2 poloneses presentades el 26 de setembre de 1818 a l'emperadriu Maria Feodorovna, mare del tsar Alexandre I de Rússia, amb motiu de la seva visita a Varsòvia; actualment desaparegudes. |
| -             | ?          | 1825           | -         | -              | -        | KK Vf      | -         | -                                                         | Perduda; sobre temes de Rossini (El barber de Sevilla) i Spontini; esmentada en una carta de Chopin datada el novembre de 1825                                                            |
| -             | ?          | 1831 (juliol)  | -         | -              | -        | KK Vc/1    |           |                                                           | Perduda |
| -             | ?          | 1832           | -         | -              | -        | KK Vc/3    |           |                                                           | Esmentada en una carta de Chopin datada el 10 de setembre de 1832 |